# Anna Schnell
Pour les articles homonymes, voir Schnell.
Pas d'image ? Cliquez ici

b Matchs officiels uniquement.
 Anna Schnell  est une joueuse canadienne de rugby à XV, née le 7 octobre 1979, de 1,65 m pour 77 kg, occupant le poste de demi d'ouverture à Burbaby Lake.

## Biographie
Anna Schnell effectue l'intégralité de sa carrière en club avec Burbaby Lake, et dispute deux mondiaux avec la sélection féminine canadienne.

## Palmarès
- 30 sélections en Équipe du Canada de rugby à XV féminin
- Participation à la Coupe du monde féminine de rugby à XV 2006 (4e place) et 2010 (6e place).